# Ruisz György
Ruisz György (Ságvár, 1922. február 28. – Kaposvár, 1994. december 18.) magyar festőművész.

## Életpályája
Édesapja Ruisz József pénzügyi tanácsos, édesanyja, Szily Izabella Anna volt. Hárman voltak testvérek. 
Iskolai tanulmányait Kaposváron végezte, a Somssich Pál Gimnáziumban érettségizett. Már nyolcadikos gimnazista korában rajzból országos tanulmányi versenyt nyert, de szeretett hegedülni és sakkozni is. A feljegyzések szerint 1949-ben Vaszilij Szmiszlovval, a későbbi sakkvilágbajnokkal szimultánt játszva döntetlen ért el. A Képzőművészi Főiskolán Szőnyi István tanítványa volt. 1944 őszén behívták katonának, Németországban orosz fogságba esett, csak a szerencsének köszönhette, hogy haza jutott. Diplomáját a Képzőművészeti Főiskolán 1945. augusztus 4-én kapta meg, szeptembertől pedig már a Somssich, vagy későbbi nevén Táncsics Mihály Gimnáziumban tanított rajzot, művészettörténetet és ábrázoló geometriát, egészen nyugdíjazásáig.
1994. december 18-án 72 évesen Kaposváron érte a halál.

## Munkássága
1947 óta szerepel tárlatokon, a Somogyi Néplapban több művészeti írása, sok rajza és festménye jelent meg. A Tudományos Ismeretterjesztő Társulat keretén belül gyakran tartott művészettörténeti előadásokat, külföldi útjairól készült élménybeszámolókat, amelyeket saját diafelvételeivel illusztrált. 1953 és 1986 között a Kaposvári Balázs János Képzőművészeti Kört vezette. Tanulmányutat tett Európa több országában is, az útjai során megismert műgyűjtők vásárlásai révén festményei bekerültek az USA beli és kanadai magángyűjteményekbe is. Budapesten és Kaposváron is több önálló tárlata volt, 1986-ban pedig Hollandiában, Hágában is volt tárlata.
Életműve mintegy 650 alkotást foglal magába: ebből olajképeinek száma 343, tus-, pasztell- és krétarajzainak száma 310 volt.